# Руссо, Лучано
Лучано Руссо (итал. Luciano Russo; род. 23 июня 1963, Лушано, Италия) — итальянский прелат и ватиканский дипломат. Титулярный архиепископ Монтеверде с 27 января 2012. Апостольский нунций в Руанде с 16 февраля 2012 по 14 июня 2016. Апостольский нунций в Алжире и Тунисе с 14 июня 2016 по 22 августа 2020. Апостольский нунций в Панаме с 22 августа 2020 по 18 декабря 2021. Апостольский нунций в Уругвае с 18 декабря 2021 по 10 сентября 2022. Секретарь по папским представительствам с 10 сентября 2022. 